# 查理·卓别林电影作品
查理·卓别林（英語：Charlie Chaplin，1889年4月16日—1977年12月25日），英国喜剧演员、电影制片人、作曲家、奥斯卡终身成就奖演员，他于1914年至1952年在好莱坞的演艺生涯而闻名。在其早期的电影中，他塑造了一个作为全世界戏剧偶像的“流浪汉”（通常被称为“夏尔洛”或“查理”）形象。上世纪十和二十年代，他被认为是全世界最有名的人。
卓别林生于伦敦（未證實），9岁即登台演出。1913年，在与弗雷德·凯诺的喜剧组合在美国巡演时，卓别林接受了麦克·塞纳基石电影公司的公司合同。在基石电影公司期间，他开始创作和指导一些他主演的电影。1915年，卓别林与埃塞尼电影制片公司签订合同，一年后与互助电影公司展开合作。1918年，卓别林开始制作自己的电影，最初是通过第一国际电影公司发行影片，然后与他和瑪麗·璧克馥、范朋克和大衛·格里菲斯共同创办的公司——联美公司发行影片。二十世纪四五十年代，卓别林被指控为共产党同情分子，但他对此做出了否认。卓别林一直是英籍人士，但在1952年到英国宣传电影《舞台春秋》时，他的美国的再入境许可被取消。最后卓别林定居瑞士，度过了余生。他的最后两部电影拍摄地是英国。
在卓别林一生中，他曾三次被美国电影艺术与科学学院颁奖。在1929年5月16日的第一次奥斯卡金像奖典礼上，他因在《马戏团》（1928）中的精彩表演被提名为最佳男主角和最佳导演，但后来他的提名被撤回，却因《马戏团》片中在表演、协作、导演和制片各方面表现出来的多才多艺和天才而授予他奥斯卡荣誉奖（奥斯卡终身成就奖）1972年, 距离离开美国近20年后，他重返美国领取奥斯卡荣誉奖，此次则肯定了他的终身成就。尽管知道1972年，《舞台春秋》才在美国洛杉矶上映，卓别林还是在73年因《舞台春秋》获得奥斯卡最佳原创音乐奖。此外，卓别林还因《大独裁者》在1940年受到奥斯卡最佳男主角奖和最佳原创剧本奖提名。1942年，卓别林发布了《淘金记》电影最新版本，录制和撰写了1925年没有加入的乐曲。《淘金记》因其与画面戏剧和戏剧化的配合被提名奥斯卡最佳音乐奖。卓别林最后一次被提名是1947年《凡尔杜先生》的最佳原创剧本奖。
2011年，卓别林主演的6部电影被加入美国國家影片登記表，它们是：《威尼斯兒童賽車》（1914）、《移民》（1917）、《寻子遇仙记》（1921）、《淘金记》（1925）、《城市之光》（1931）、《摩登時代》（1936）以及《大独裁者》（1940）。还有《演员》（1928）, 在该片中，卓别林没有收取报酬，友情出演。由于其出色的电影贡献，卓别林成为好萊塢星光大道的一员。

## 官方电影
1964年，卓别林出版了自己的自己的自传《卓别林自传》，该自传也是他自己的电影目录。这部电影目录包括了1914年以来的80部电影。更多细节则在1985年大卫·罗宾逊的自传《卓别林的艺术与生活》中体现；此外自传还介绍了卓别林最后一部电影，即第81部电影——《香港女伯爵》（1967）。2010年，《抓贼高手》被发现是第82部电影，是当时基石电影公司以为已经丢失的影片。
直到《马戏团》（1928），卓别林之前的电影都是无声电影，但是后来有些早期的电影被添加了音轨之后重新发行。比如1931年的《城市之光》和1936年的《摩登時代》最初都是在后面附着对白的静默电影。卓别林最后五部电影都是有声电影，除了《香港女伯爵》，其他电影都使用35毫米黑白底片进行拍摄。
除了其他引用之处，本文中影片发布日期、角色名称及注释均出自卓别林的自传、大卫·罗宾逊的书以及杰拉尔德·麦当劳以及迈克尔·康威和马克·里奇1965年出版的《查理·卓别林电影》。

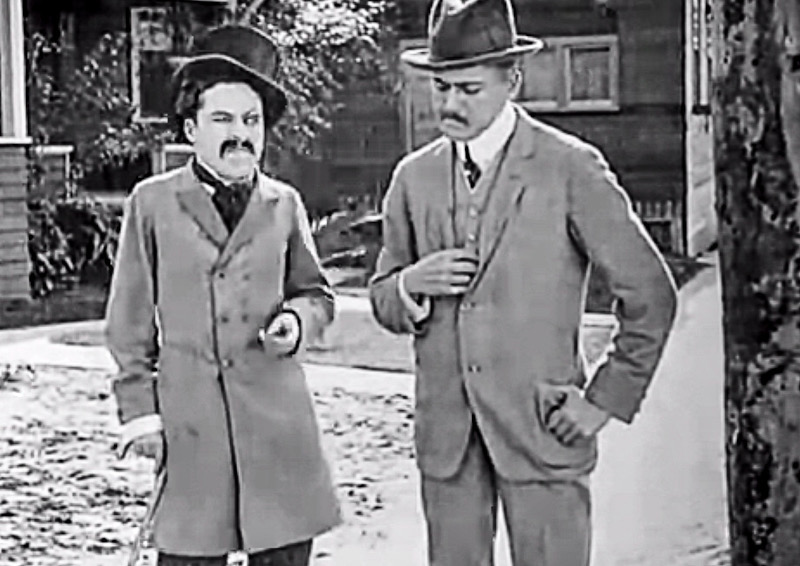
查理·卓别林（左）与亨利·勒曼（英语：Henry Lehrman）在《谋生之路》中的场景截圖。
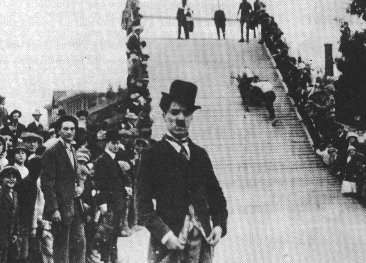
“小流浪汉”在电影《威尼斯兒童賽車》中的表演。
- 《梅布尔的困境（英语：Mabel's Strange Predicament）》
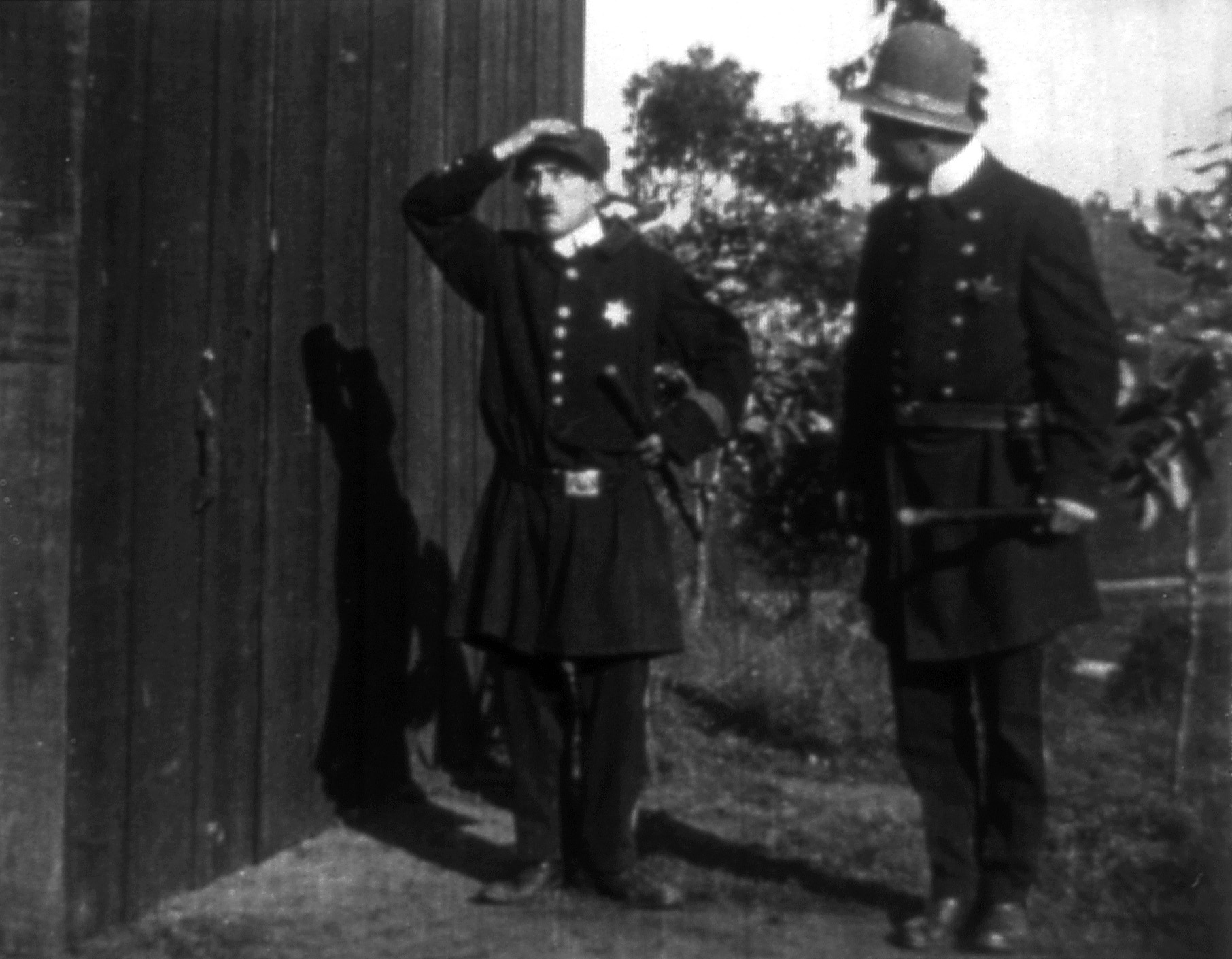
《抓贼高手（英语：A Thief Catcher）》（1914），查理·卓别林（左）饰演警察。

### 基石影片公司
查理卓别林在基石影片公司的36部影片中担任了角色，影片均由麦克·塞内特出品，除非单独说明，所有电影的长度均为一卷。
| 发行日期       | 电影名称             | 电影名称                      | 相关信息 | 相关信息 | 相关信息 | 相关信息 | 相关信息                   | 备注 |
| 发行日期       | 译名                 | 原名                          | 配乐     | 出品     | 编剧     | 导演     | 角色                       | 备注 |
| -------------- | -------------------- | ----------------------------- | -------- | -------- | -------- | -------- | -------------------------- | --- |
| 1914年2月7日   | 《谋生之路》         | Making a Living               |          |          |          |          | 街头骗子                   | |
| 1914年2月7日   | 《威尼斯兒童賽車》   | Kid Auto Races at Venice      |          |          |          |          | 流浪汉（夏尔洛）           | 与教育电影《橄榄和树》（Olives and Trees）一起以分卷形式发行（一卷中包含两部影片）。于2020年被收录在美国國家影片登記表。 |
| 1914年2月9日   | 《梅布尔的困境》     | Mabel's Strange Predicament   |          |          |          |          | 流浪汉（夏尔洛）           | 该片拍摄于《威尼斯儿童赛车》之前，但上映于《威尼斯儿童赛车》之后，因此这也是首次使用“流浪汉”的形象的影片。               |
| 1914年2月19日  | 《抓贼高手》         | A Thief Catcher               |          |          |          |          | 警察                       | 于2010年被发现。 |
| 1914年2月28日  | 《阵雨之间》         | Between Showers               |          |          |          |          | 调情者（夏尔洛）           | |
| 1914年3月2日   | 《拍摄强尼》         | A Film Johnnie                |          |          |          |          | 拍摄强尼（夏尔洛）         | |
| 1914年3月9日   | 《探戈纷乱》         | Tango Tangles                 |          |          |          |          | 喝醉的舞者                 | |
| 1914年3月16日  | 《他的消遣》         | His Favorite Pastime          |          |          |          |          | 酒鬼（夏尔洛）             | |
| 1914年3月26日  | 《残酷的爱情》       | Cruel, Cruel Love             |          |          |          |          | 赫尔普斯老爷               | |
| 1914年4月4日   | 《女房东的宠物》     | The Star Boarder              |          |          |          |          | 明星寄宿者（夏尔洛）       | |
| 1914年4月18日  | 《梅布尔赛车记》     | Mabel at the Wheel            |          |          |          |          | 恶棍                       | 长度为两卷。 |
| 1914年4月20日  | 《二十分鐘的愛情》   | Twenty Minutes of Love        |          |          | 是       | 是       | 扒手（夏尔洛）             | |
| 1914年4月27日  | 《侍者》             | Caught in a Cabaret           |          |          |          |          | 侍者（夏尔洛）             | 长度为两卷；联合编剧：梅布尔·诺曼德。                                                                                    |
| 1914年5月4日   | 《遇雨》             | Caught in the Rain            |          |          | 是       | 是       | 喝醉的宾馆顾客（夏尔洛）   | |
| 1914年5月7日   | 《忙碌的一天》       | A Busy Day                    |          |          | 是       | 是       | 妻子                       | 与教育短片《晨报》（The Morning Papers）一起以分卷形式发行。                                                             |
| 1914年6月1日   | 《致命球棍》         | The Fatal Mallet              |          |          |          |          | 诉讼者（夏尔洛）           | |
| 1914年6月4日   | 《她的强盗朋友》     | Her Friend the Bandit         |          |          | 是       | 是       | 强盗                       | 散失電影；联合导演：梅布尔·诺曼德。                                                                                      |
| 1914年6月11日  | 《击倒》             | The Knockout                  |          |          |          |          | 裁判（可能为夏尔洛）       | 长度为两卷。 |
| 1914年6月13日  | 《梅布尔的忙碌一天》 | Mabel's Busy Day              |          |          |          |          | 喝醉的烦人精               | |
| 1914年6月20日  | 《梅布尔的婚后生活》 | Mabel's Married Life          |          |          | 是       | 是       | 梅布尔的老公（夏尔洛）     | 联合编剧：梅布尔·诺曼德。                                                                                                |
| 1914年7月9日   | 《奇怪的气体》       | Laughing Gas                  |          |          | 是       | 是       | 牙医助手（夏尔洛）         | |
| 1914年8月1日   | 《剧院的夏尔洛》     | The Property Man              |          |          | 是       | 是       | 物业人员（夏尔洛）         | 长度为两卷。 |
| 191年8月10日   | 《受辱记》           | The Face on the Barroom Floor |          |          | 是       | 是       | 艺术家（夏尔洛）           | 根据休·安托万·达西的诗歌改编。                                                                                           |
| 1914年8月13日  | 《娱乐》             | Recreation                    |          |          | 是       | 是       | 流浪汉（夏尔洛）           | 与旅游短片《优胜美地》（The Yosemite）一起以分段形式上映。                                                               |
| 1914年8月27日  | 《冒充者》           | The Masquerader               |          |          | 是       | 是       | 电影演员（夏尔洛）         | |
| 1914年8月31日  | 《一无是处》         | His New Profession            |          |          | 是       | 是       | 查理（夏尔洛）             | |
| 1914年9月7日   | 《酒鬼》             | The Rounders                  |          |          | 是       | 是       | 酒鬼                       | 联合主演：罗斯科·阿巴克尔。                                                                                              |
| 1914年9月14日  | 《新看门人》         | The New Janitor               |          |          | 是       | 是       | 看门人（夏尔洛）           | |
| 1914年10月10日 | 《竞争对手》         | Those Love Pangs              |          |          | 是       | 是       | 混混（夏尔洛）             | |
| 1914年10月26日 | 《面团与炸药》       | Dough and Dynamite            |          |          | 是       | 是       | 服务员（夏尔洛）           | 长度为两卷；联合编剧：麦克·塞内特。                                                                                      |
| 1914年10月29日 | 《勇敢的绅士》       | Gentlemen of Nerve            |          |          | 是       | 是       | 贫穷的田径爱好者（夏尔洛） | |
| 1914年11月7日  | 《音乐流浪汉》       | His Musical Career            |          |          | 是       | 是       | 钢琴搬运工（夏尔洛）       | |
| 1914年11月9日  | 《查理的约会》       | His Trysting Place            |          |          | 是       | 是       | 丈夫（夏尔洛）             | 长度为两卷。 |
| 1914年12月5日  | 《公平交易》         | Getting Acquainted            |          |          | 是       | 是       | 配偶（夏尔洛）             | |
| 1914年12月7日  | 《查理的过去》       | His Prehistoric Past          |          |          | 是       | 是       | 弱者（夏尔洛）             | 长度为两卷。 |
| 1914年12月21日 | 《破灭的美梦》       | Tillie's Punctured Romance    |          |          |          |          | 城里人查理                 | 长度为六卷；选自A. 鲍德温·斯隆和埃德加·史密斯创作的剧本《蒂莉的噩梦》（Tillie's Nightmare）。                            |

### 埃塞尼电影制片公司
卓别林编剧、执导并且主演了埃塞尼电影制片公司的15部电影，都由杰斯·T·罗宾斯出品，除非单独说明，所有电影的长度均为两卷。
| 发行日期       | 电影名称           | 电影名称              | 相关信息 | 相关信息 | 相关信息 | 相关信息 | 相关信息                 | 备注 |
| 发行日期       | 译名               | 原名                  | 配乐     | 出品     | 编剧     | 导演     | 角色                     | 备注 |
| -------------- | ------------------ | --------------------- | -------- | -------- | -------- | -------- | ------------------------ | --- |
| 1915年2月1日   | 《他的新工作》     | His New Job           |          |          | 是       | 是       | 电影群众演员（夏尔洛）   | |
| 1915年2月15日  | 《漫漫长夜》       | A Night Out           |          |          | 是       | 是       | 醉鬼（夏尔洛）           | 埃德娜·珀维安斯首次参演。 |
| 1915年3月11日  | 《冠军》           | The Champion          |          |          | 是       | 是       | 拳击选手（夏尔洛）       | |
| 1915年3月18日  | 《在公园》         | In the Park           |          |          | 是       | 是       | 查理（夏尔洛）           | 长度为一卷。 |
| 1915年4月1日   | 《计程车上的私奔》 | A Jitney Elopement    |          |          | 是       | 是       | 求婚者兼假伯爵（夏尔洛） | |
| 1915年4月11日  | 《流浪汉》         | The Tramp             |          |          | 是       | 是       | 流浪汉（夏尔洛）         | |
| 1915年4月29日  | 《在海边》         | By the Sea            |          |          | 是       | 是       | 闲逛的人（夏尔洛）       | 长度为一卷。 |
| 1915年6月21日  | 《工作》           | Work                  |          |          | 是       | 是       | 装修学徒（夏尔洛）       | |
| 1915年7月12日  | 《一位女士》       | A Woman               |          |          | 是       | 是       | 查理/女人（夏尔洛）      | |
| 1915年8月9日   | 《银行》           | The Bank              |          |          | 是       | 是       | 门卫（夏尔洛）           | |
| 1915年10月4日  | 《诱拐》           | Shanghaied            |          |          | 是       | 是       | 查理（夏尔洛）           | |
| 1915年11月20日 | 《演出之夜》       | A Night in the Show   |          |          | 是       | 是       | 派斯特先生和罗迪先生     | |
| 1915年12月18日 | 《卡门的闹剧》     | A Burlesque on Carmen |          |          | 是       | 是       | 霍斯利                   | 于1916年4月22日作为一部未经授权的四卷影片重新发行，其中包含由里欧·怀特拍摄和剪辑的新片段。                                    |
| 1916年5月27日  | 《警察》           | Police                |          |          | 是       | 是       | 前科犯（夏尔洛）         | |
| 1918年8月11日  | 《三个人的麻烦》   | Triple Trouble        |          |          | 是       | 是       | 守门人（夏尔洛）         | 里欧·怀特将《警察》和一部未完成的短片《生活》中的场景以及怀特拍摄的新素材汇编在一起；卓别林在自传的电影目录中收录了这部作品。 |

### 互助电影公司
卓别林为互助影片公司撰写，执导和主演了12部电影。该电影公司组成了“孤星工作室”，专门为卓别林制作电影。所有互助公司的电影都是两卷的长度。1932年，凡·伯纳工作室的阿曼德·凡·伯纳以每张1万美元的价格购买了卓别林互助公司的喜剧片，吉恩·罗德米和温斯顿·夏普洛斯通过雷电华电影添加了音乐和音效。
| 发行日期       | 电影名称         | 电影名称          | 相关信息 | 相关信息 | 相关信息 | 相关信息 | 相关信息                         | 备注                                 |
| 发行日期       | 译名             | 原名              | 配乐     | 出品     | 编剧     | 导演     | 角色                             | 备注                                 |
| -------------- | ---------------- | ----------------- | -------- | -------- | -------- | -------- | -------------------------------- | ------------------------------------ |
| 1916年5月15日  | 《百货店巡视员》 | The Floorwalker   |          | 是       | 是       | 是       | 贫穷的客户（夏尔洛）             | 联合编剧：文森特·布莱恩。            |
| 1916年6月12日  | 《救火员》       | The Fireman       |          | 是       | 是       | 是       | 消防员（夏尔洛）                 | 联合编剧：文森特·布莱恩。            |
| 1916年7月10日  | 《流浪乐手》     | The Vagabond      |          | 是       | 是       | 是       | 街头乐手（夏尔洛）               | 联合编剧：文森特·布莱恩。            |
| 1916年8月7日   | 《凌晨一点》     | One A.M.          |          | 是       | 是       | 是       | 醉汉                             |                                      |
| 1916年9月4日   | 《冒牌的伯爵》   | The Count         |          | 是       | 是       | 是       | 裁缝学徒（夏尔洛）               |                                      |
| 1916年10月2日  | 《当铺》         | The Pawnshop      |          | 是       | 是       | 是       | 当铺老板助手（夏尔洛）           |                                      |
| 1916年11月13日 | 《银幕背后》     | Behind the Screen |          | 是       | 是       | 是       | 老板助理（夏尔洛）               |                                      |
| 1916年11月4日  | 《溜冰场》       | The Rink          |          | 是       | 是       | 是       | 服务员兼溜冰爱好者（夏尔洛）     |                                      |
| 1917年1月22日  | 《安乐街》       | Easy Street       |          | 是       | 是       | 是       | 招募到警察队的流浪汉（夏尔洛）   |                                      |
| 1917年4月16日  | 《疗养》         | The Cure          |          | 是       | 是       | 是       | 在疗养院喝醉的人（可能为夏尔洛） |                                      |
| 1917年6月17日  | 《移民》         | The Immigrant     |          | 是       | 是       | 是       | 移民（夏尔洛）                   | 于1998年被收录在美国國家影片登記表。 |
| 1917年10月22日 | 《冒险者》       | The Adventurer    |          | 是       | 是       | 是       | 逃犯（夏尔洛）                   |                                      |

### 第一国际电影公司
1918年到1923年间，卓别林为自己的这间第一国际电影创作，执导并出演了9部电影。
| 发行日期       | 电影名称         | 电影名称         | 相关信息 | 相关信息 | 相关信息 | 相关信息 | 相关信息               | 备注                                                                                            |
| 发行日期       |                  |                  | 配乐     | 出品     | 编剧     | 导演     | 角色                   | 备注                                                                                            |
| -------------- | ---------------- | ---------------- | -------- | -------- | -------- | -------- | ---------------------- | ----------------------------------------------------------------------------------------------- |
| 1918年4月14日  | 《狗的生活》     | A Dog's Life     | 是       | 是       | 是       | 是       | 流浪汉（夏尔洛）       | 长度为三卷；为《卓别林短片精选》创作配乐。                                                      |
| 1918年9月19日  | 《债券》         | The Bond         |          | 是       | 是       | 是       | 流浪汉（夏尔洛）       | 长度为半卷；联合主演：悉尼·卓别林。                                                             |
| 1918年10月20日 | 《夏尔洛从军记》 | Shoulder Arms    | 是       | 是       | 是       | 是       | 新兵（夏尔洛）         | 长度为三卷；为《卓别林短片精选》创作配乐。                                                      |
| 1919年5月15日  | 《田园牧歌》     | Sunnyside        | 是       | 是       | 是       | 是       | 农场杂工（夏尔洛）     | 长度为三卷；为1974年重新发行的版本创作配乐。                                                    |
| 1919年12月15日 | 《快乐的一天》   | A Day's Pleasure | 是       | 是       | 是       | 是       | 父亲（夏尔洛）         | 长度为两卷；杰基·库根的首部电影，他是未来《寻子遇仙记》的主演；为1973年重新发行的版本创作配乐。 |
| 1921年9月6日   | 《寻子遇仙记》   | The Kid          | 是       | 是       | 是       | 是       | 流浪汉（夏尔洛）       | 长度为六卷；为1971年重新发行的版本创作配乐；于2011年被收录在美国國家影片登記表。                |
| 1921年9月25日  | 《有闲阶级》     | The Idle Class   | 是       | 是       | 是       | 是       | 流浪汉（夏尔洛）、丈夫 | 长度为两卷；为1971年重新发行的版本创作配乐。                                                    |
| 1922年4月2日   | 《发薪日》       | Pay Day          | 是       | 是       | 是       | 是       | 工人（夏尔洛）         | 长度为两卷；为1972年重新发行的版本创作配乐；卓别林的最后一部短片（片长少于30分钟）。            |
| 1923年2月26日  | 《朝圣者》       | The Pilgrim      | 是       | 是       | 是       | 是       | 逃犯（可能为夏尔洛）   | 长度为四卷；为《卓别林短片精选》创作配乐。                                                      |

### 联合艺术家电影公司
1923年，卓别林开始通过联合艺术家电影公司发行电影。此时他的电影都是一样的长度。他出品，执导并创作了8部电影并都以主角身份参演。从《城市之光》开始，卓别林开始为自己的电影配乐。
| 发行日期       | 电影名称       | 电影名称           | 相关信息 | 相关信息 | 相关信息 | 相关信息 | 相关信息                         | 备注 |
| 发行日期       | 译名           | 原名               | 配乐     | 出品     | 编剧     | 导演     | 角色                             | 备注 |
| -------------- | -------------- | ------------------ | -------- | -------- | -------- | -------- | -------------------------------- | --- |
| 1923年9月26日  | 《巴黎一妇人》 | A Woman of Paris   | 是       | 是       | 是       | 是       | 守门人                           | 卓别林客串了一个小角色；为1976年重新发行的版本创作配乐。 |
| 1925年6月26日  | 《淘金记》     | The Gold Rush      | 是       | 是       | 是       | 是       | 孤独的矿工（夏尔洛）             | 为1942年重新发行的版本创作配乐；于1992年被收录在美国國家影片登記表。                                                                                                 |
| 1928年1月6日   | 《马戏团》     | The Circus         | 是       | 是       | 是       | 是       | 流浪汉（夏尔洛）                 | 为1970年重新发行的版本创作配乐；《马戏团》于2002年被学院电影资料馆保存。                                                                                             |
| 1931年1月30日  | 《城市之光》   | City Lights        | 是       | 是       | 是       | 是       | 流浪汉（夏尔洛）                 | 于1991年被收录在美国国家影片登记表。 |
| 1936年2月5日   | 《摩登時代》   | Modern Times       | 是       | 是       | 是       | 是       | 工厂工人（夏尔洛）               | 于1989年被收录在美国国家影片登记表。 |
| 1940年10月15日 | 《大独裁者》   | The Great Dictator | 是       | 是       | 是       | 是       | 大独裁者、理发师（可能为夏尔洛） | 于1997年被收录在美国国家影片登记表；被提名奥斯卡最佳男主角、最佳影片和最佳原创剧本。                                                                                 |
| 1947年4月11日  | 《凡尔杜先生》 | Monsieur Verdoux   | 是       | 是       | 是       | 是       | 凡杜尔先生                       | 根据奧森·威爾斯的创意改编；被提名最佳原创剧本。 |
| 1952年10月16日 | 《舞台春秋》   | Limelight          | 是       | 是       | 是       | 是       | 卡尔福特                         | 卓别林被美国取消再入境许可后，该片在上映后不久即从美国银幕上被撤下；被提名奥斯卡最佳原创音乐（该影片于1973年通过在洛杉矶放映首次获得奥斯卡奖的提名资格并拿下该奖）。 |

### 英国制作
1952年，在去英国参加《舞台春秋》首映会时，卓别林得知他的美国再次准入许可被取消。因此他的最后两部电影是在英国拍摄完成。
| 发行日期      | 电影名称       | 电影名称                  | 相关信息 | 相关信息 | 相关信息 | 相关信息 | 相关信息   | 备注                                                                        |
| 发行日期      | 译名           | 原名                      | 配乐     | 出品     | 编剧     | 导演     | 角色       | 备注                                                                        |
| ------------- | -------------- | ------------------------- | -------- | -------- | -------- | -------- | ---------- | --------------------------------------------------------------------------- |
| 1957年9月12日 | 《纽约之王》   | A King in New York        | 是       | 是       | 是       | 是       | 国王沙多夫 | 最后一次主演角色；由阿提卡出品阿奇威发行；直到1972年才在美国发行。          |
| 1967年1月5日  | 《香港女伯爵》 | A Countess from Hong Kong | 是       |          | 是       | 是       | 老管家     | 环球影业出品，使用特藝七彩和全景电影的设备和技术；制片人：杰罗姆·爱泼斯坦。 |

## 其他电影
除了卓别林官方发布的82部电影，他还有一些未完成的作品。也在一些剪辑影片中作为配角出演。

### 未完成和未发布的电影
| 制作日期      | 电影名称         | 电影名称           | 相关信息 | 相关信息 | 相关信息 | 相关信息 | 相关信息         | 备注 |
| 制作日期      | 译名             | 原名               | 配乐     | 出品     | 编剧     | 导演     | 角色             | 备注 |
| ------------- | ---------------- | ------------------ | -------- | -------- | -------- | -------- | ---------------- | --- |
| 1915年–1916年 | 《生活》         | Life               |          | 是       | 是       | 是       |                  | 未完成，但部分内容被用于《埃塞尼-卓别林短片精选》（见下章）。                                                       |
| 1918年        | 《如何制作电影》 | How to Make Movies |          | 是       | 是       | 是       | 他本人           | 虽然《卓别林短片精选》（见下章）中使用了部分片段，但从未作为单独影片剪辑；1981年由凯文·布朗洛和大卫·吉尔重组。      |
| 1918年        | （无题）         | (untitled film)    |          | 是       | 是       | 是       | 他本人           | 与哈利·劳德联合主演的慈善电影。                                                                                     |
| 1919年        | 《教授》         | The Professor      |          | 是       | 是       | 是       | 波斯卡教授       | 原计划制作成长度为两卷的电影，但从未发行。                                                                          |
| 1922年        | 《善良友好》     | Nice and Friendly  |          | 是       | 是       | 是       | 流浪汉（夏尔洛） | 即兴小品。 |
| 1926年        | 《海之女》       | A Woman of the Sea |          | 是       |          |          |                  | 已完成，但从未上映。卓别林于1933年6月24日将底片烧毁，使其成为散失電影。                                             |
| 1933年        | 《在海边》       | All at Sea         |          |          |          |          | 他本人           | 由阿利斯泰尔·库克在卓别林的游艇“Panacea”上拍摄了一部11分钟的家庭影片，影片中的人物包括库克、卓别林和宝莱特·戈达德。 |
| 1966年–1975年 | 《怪人》         | The Freak          |          |          | 是       |          |                  | 专为卓别林的女儿维多利亚策划的一部作品。                                                                            |

### 剪辑影片
埃塞尼影片公司在未取得卓别林授权的情况下剪辑了3部电影（卓别林对此采取了法律手段）。1959年，卓别林制作了自己的剪辑影片，1975年他又加入制作了另一部。
| 发行日期      | 电影名称                  | 电影名称                      | 相关信息 | 相关信息 | 相关信息 | 相关信息 | 相关信息                                       | 备注 |
| 发行日期      | 译名                      | 原名                          | 配乐     | 出品     | 编剧     | 导演     | 角色                                           | 备注 |
| ------------- | ------------------------- | ----------------------------- | -------- | -------- | -------- | -------- | ---------------------------------------------- | --- |

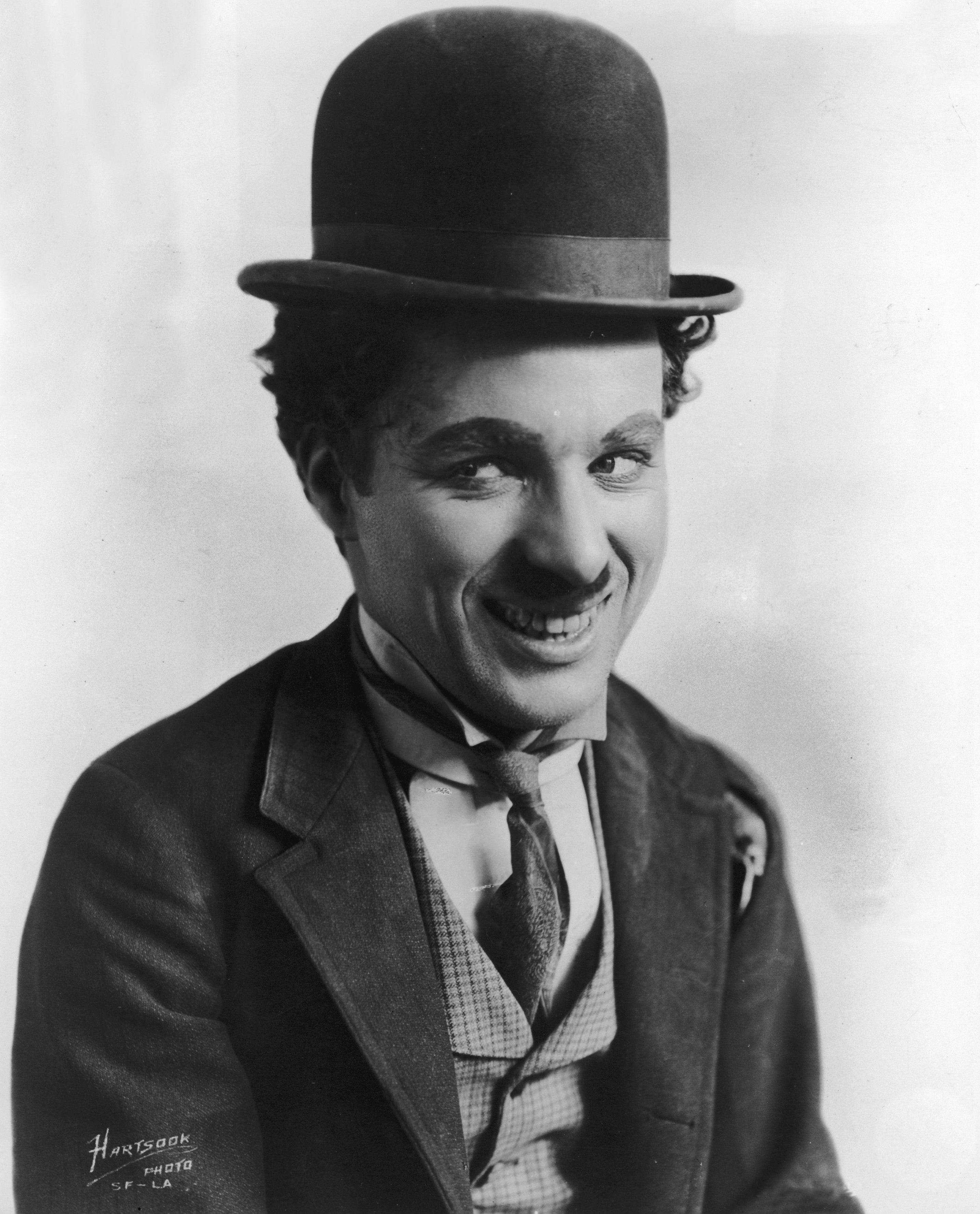
查理·卓别林的“流浪汉”角色

| 1915年3月31日 | 《介绍查理·卓别林》       | Introducing Charlie Chaplin   |          |          |          |          |                                                | 供放映商展映的宣传片，用作卓别林电影开始前的序幕。                                                                                          |
| 1916年9月23日 | 《埃塞尼-卓别林短片精选》 | The Essanay-Chaplin Revue     |          |          | 是       | 是       | 逃犯同伙                                       | 里欧·怀特将《警察》和《生活》中的部分素材以及怀特拍摄的新素材汇编。                                                                         |
| 1916年        | 《卓别林在泽普》          | Zepped                        |          |          |          |          |                                                | 2009年发现了这部长度为7分钟的一战宣传短片，2011年又发现了短片的第二部分；第一部分是在eBay上购买的，后来被拍卖，但唯一的竞拍未能达到保留价。 |
| 1918年5月     | 《追我，查理》            | Chase Me Charlie              |          |          | 是       | 是       |                                                | 由朗福德·里德剪辑的长度为七卷的埃塞尼电影；在英国发行。                                                                                     |
| 约1920年      | 《冒失鬼查理》            | Charlie Butts In              |          |          | 是       | 是       |                                                | 基本上是第二部埃塞尼短片《漫漫长夜》的一卷版本，其中加入了一些备用片段和卓别林在梅尔岛指挥乐队的片段。                                      |
| 1938年        | 《卓别林嘉年华》          | The Charlie Chaplin Carnival  | 是       | 是       | 是       | 是       | 老板助手、裁缝学徒、消防员、街头艺人           | 汇编自《银幕背后》、《冒牌的伯爵》、《救火员》和《流浪乐手》，并增加了音乐和音效。                                                          |
| 1938年        | 《卓别林精选》            | The Charlie Chaplin Calvacade | 是       | 是       | 是       | 是       | 醉汉、服务员兼溜冰爱好者、当铺助手、没钱的顾客 | 汇编自《凌晨一点》、《溜冰场》、《当铺》和《百货店巡视员》，并增加了音乐和音效。                                                            |
| 1938年        | 《卓别林电影节》          | The Charlie Chaplin Festival  | 是       | 是       | 是       | 是       | 移民、渎职的人、酒鬼、逃犯                     | 汇编自《冒险者》、《疗养》、《安乐街》和《移民》，并增加了音乐和音效。                                                                      |
| 1959年9月25日 | 《卓别林短片精选》        | The Chaplin Revue             | 是       | 是       | 是       | 是       | 流浪汉、新兵、逃犯、他本人                     | 汇编自《狗的生活》、《夏尔洛从军记》、《朝圣者》和《如何制作电影》。                                                                        |
| 1975年        | 《绅士流浪汉》            | The Gentleman Tramp           |          |          |          |          |                                                | 这是一部纪录片合集，展示了卓别林在瑞士家中的新场景。                                                                                        |

### 配角影片
除了他自己出品的《巴黎一婦人》（1923）和《香港女伯爵》（1967），卓别林还在以下影片中参与演出：
| 发行日期 | 电影名称     | 电影名称         | 备注                                 |
| 发行日期 | 译名         | 原名             | 备注                                 |
| -------- | ------------ | ---------------- | ------------------------------------ |
| 1915年   | 《新生》     | His Regeneration | 查尔斯·卓别林 - 顾客（未署名）。     |
| 1923年   | 《出卖灵魂》 | Souls for Sale   | 《巴黎一妇人》的拍摄现场。           |
| 1923年   | 《好莱坞》   | Hollywood        | 散失電影。                           |
| 1928年   | 《演员》     | Show People      | 于2003年被收录在美国國家影片登記表。 |